# گابریلا میسترال
گابْریلا میسْتْرالْ (۷ آوریل ۱۸۸۹ – ۱۰ ژانویه ۱۹۵۷) نام مستعار لوسیا دماریا دل پرپتوئو سوکورو گودوی آلکایاگا، شاعر، آموزگار، دیپلمات و فمینیست شیلیایی است.
وی نخستین فرد از آمریکای لاتین بود که برنده جایزه نوبل در ادبیات شد.

## پیشینه
گابریلا میسترال در سال ۱۸۸۹ میلادی، در دهکده دورافتاده در شمال دره الکی (Elqui) شیلی به دنیا آمد و در روستای مونته‌گرانده پرورش یافت.
او از سن ۱۵ سالگی آغاز به آموزگاری کرد و بعد از سوی آموزش و پرورش شیلی به عنوان رایزن آموزشی برگزیده شد. در سال ۱۹۱۴ با غزل‌های سه‌گانه‌اش به نام غزل‌های مرگ برنده جایزه ملی شعر شیلی شد.
او همچنین به نمایندگی مردم شیلی در جامعه ملل و پس ازآن در سازمان ملل متحد برگزیده شد.
میسترال در سال ۱۹۴۵ به خاطر داستان معروف «دعا به خاطر آنها که خودکشی کردند»، موفق به دریافت جایزه ادبی نوبل گردید.
گورنبشته وی این جمله است: «آنچه روح برای جسم انجام می‌دهد، همان را شاعر برای مردم خود به جای می‌آوَرَد».
گزیده‌ای از سروده‌های این شاعر در کتابی با نام «شب زنبیل سیاهی‌ست» در ایران ترجمه و در سال ۱۳۸۳ خورشیدی توسط انتشارات مروارید و نشر گفتگوی تمدن‌ها به انتشار رسیده است.

## آثار

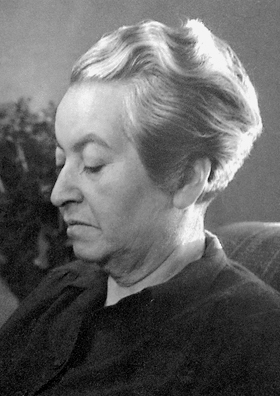
در سال ۱۹۴۵

- غزل‌های مرگ (Sonetos de la Muerte)‏ (۱۹۱۴) (برنده جایزه ملی شعر شیلی)
- ویرانی (Desolación) ‏ (۱۹۲۲)
- تدریس برای زنان (Lecturas para Mujeres)‏ (۱۹۲۳)
- نازک‌دلی (Ternura)‏(مادرید ۱۹۲۴)
- Nubes Blancas y Breve Descripción de Chile ۱۹۳۴‏
- بریدن (Tala)‏(بوئنوس آیرس ۱۹۳۸)
- گزیده‌ها Antología‏ (۱۹۴۱)
- چرخُشت (Lagar)‏(سانتیاگو، شیلی ۱۹۵۴)
- Recados Contando a Chile ۱۹۵۷‏
- شعر شیلی (Poema de Chile)‏ (۱۹۶۷)، انتشار پس از مرگ